# (52389) 1993 PP5
Az (52389) 1993 PP5 a Naprendszer kisbolygóövében található aszteroida. Eric Walter Elst fedezte fel 1993. augusztus 15-én.